# 葉紹楏
葉紹楏（？—1821年），字琴柯，一字振湘，浙江歸安縣（今屬湖州市）人。清朝政治人物。

## 生平
葉紹楏為乾隆五十年（1785年）舉人，授內閣中書。乾隆五十八年（1793年）中式癸丑科二甲第三名進士。選庶吉士，散館授翰林院編修。嘉慶四年（1799年）任河南道監察御史，改江西道。嘉慶六年（1801年）出督雲南學政。嘉慶十一年（1806年）任工科給事中，次年升刑科掌印給事中。歷官鴻臚寺少卿、順天府府丞、大理寺少卿、廣西布政使。嘉慶二十年（1815年）護理廣西巡撫，兩年後實授。因事降職。道光元年（1821年）卒。

## 著作
著有《謹墨齋詩鈔》。

## 外部連結
- 葉紹楏 （页面存档备份，存于） 中研院史語所